# Amphipsyche senegalensis
Amphipsyche senegalensis là một loài Trichoptera trong họ Hydropsychidae. Loài này có ở Afrotropisch và miền Cổ bắc.